# توم كوين (لاعب كرة قاعدة)
توم كوين (بالإنجليزية: Tom Quinn)‏ هو لاعب كرة قاعدة أمريكي، ولد في 25 أبريل 1864 في أنابولس في الولايات المتحدة، وتوفي في 24 يوليو 1932 في بيتسبرغ في الولايات المتحدة.

## وصلات خارجية
- توم كوين على موقعبيزبول رفرنس.كوم (الدوري الرئيسي) (الإنجليزية)
- توم كوين على موقعبيزبول رفرنس.كوم (الدوري الثانوي) (الإنجليزية)